# Новониколаевка (Стерлибашевский район)
Новоникола́евка (баш. Яңы Николаевка) — деревня в Стерлибашевском районе Республики Башкортостан Российской Федерации. Входит в состав Бакеевского сельсовета.

## География

### Географическое положение
Деревня расположена на реке Сухой Кундряк.
Расстояние до:
- районного центра (Стерлибашево): 13 км,
- центра сельсовета (Бакеево): 1 км,
- ближайшей ж/д станции (Стерлитамак): 73 км.

## Население
| 2002 | 2009 | 2010 |
| ---- | ---- | ---- |
| 107  | ↗111 | ↘71  |

Согласно переписи 2002 года, преобладающая национальность — русские (88 %).